# 十二族長遺訓
《十二族長遺訓》（英語：Testaments of the Twelve Patriarchs），基督教聖經的經外書（旁經），內容是雅各的十二位兒子，對以色列十二支派所留下的遺訓。它是1666年亞美尼亞奥斯坎语東正教聖經的一部份。以希臘文寫成，時間可以追溯到西元前二世紀末。
此書在13世紀傳入英國，由林肯郡主教罗伯特·格罗斯泰斯特將它譯成拉丁文，很快成為最流行的版本。格罗斯泰斯特相信，這本書是由雅各的十二位兒子所完成的傑作，顯示猶太先知已預言了基督的到來。他指責猶太人為了隱藏這件事，故意把相關記錄從舊約中刪除。
至16世紀時，亞美尼亞版本進入英國，格罗斯泰斯特觀點很快受到挑戰，這本書開始被認為是基督徒的偽作。現代學者對它的意見仍然相當分歧，學者認為這本書是基督徒的作品，但它與古代猶太教書籍有很深的關係。有一派認為它是源自於古代猶太人的著作，但遭到基督徒的修改。另外一派的看法，則認為它是以希臘文寫作的基督教文獻，但是參考了一些古代猶太人的著作。
現代在以色列庫姆蘭也發現了類似的亞蘭文抄本，但是抄本的內容與觀點，和現存的《十二族長遺訓》有很大的不同。